# 村田茂助
村田 茂助（むらた もすけ）とは日本の皮膚科医。1912年に、いわゆる熱こぶ、ハンセン病における2型反応を癩性結節性紅斑、Erythema nodosum leprosum( ENL )と命名した。

## 多磨全生園における研究
村田茂助は1909年、多磨全生園が開園した時に参加した医師で、当時の受け持ちは外科であった。上司の医長は光田健輔、同僚に陳鷲郎という産婦人科医がいた。彼は積極的にハンセン病を研究した。個人開業する1914年までに6編の論文を書いたが、その一編が上記の論文である

## 癩性結節性紅斑
熱くて赤い結節を生じるこの症状は昔から知られており、この論文にもらい患者のいわゆる熱こぶと記載している。
- 彼の原著によると、Unnaはらいの結節を3つにわけ、3番目を急性炎症性皮膚結節とし、結節性紅斑に類すると記載しているという。外の成書にも丹毒様とか結節性紅斑様とあった。光田健輔も結節性紅斑に類すると喝破したという。しかしそれまで、文献中にはらい性結節性紅斑と記載したものはない。熱は通常39度を超える。季節的には3月と8月が多い。2週間で退行症状を呈する。顔面が33名、大体12名、前腕6名、下腿5名、上腕2名。論文には写真を掲載している。組織検査で多核白血球を多数みる。結節らいに発生する。この術語は現在でも繁用される。

## 世界的に用いられるようになった経緯
ハンセン病研究家熊野公子は総説現代ハンセン病医学において、「我が国の村田が1912年に初めて”らい性結節性紅斑”の名称で報告し,1958年の日本で開かれた第7回国際らい学会から世界的にもちいられるようになった」とある。ジョップリングの自叙伝によると、戦後ロンドンに作られたJordan病院を1956年に訪問した林芳信多磨全生園に積極的に質問したという。興味が食い違ったとみえてJoplingの文献には、林から論文を送ってもらったとあるが、林芳信はは同病院を訪問したことは詳しく記録しているが、らい性結節性紅斑の記述はない。

## 他の論文
- Mitsuda K, Murata M: On the serum reactions in leprosy. Jpn J Dermatol Urol 11,7(number).1911.
- Murata M: Leprosy patients in Kusatsu Town. Jpn J Dermatol Urol 11,17,1911.
- Murata M:Specific reactive substances in leprosy exudate. Jpn J Dermatol Urol　12,9,1912.
- Murata M:Leprosy bacilli in vesicles and histological studies on smallpox vaccine vesicles. Jpn J Dermatol Urol 13,6,1913.
- Murata M:Diagnostic criteria of leprosy in childhood. Kinsei Igaku, Volume 2,Number 1.

## References
1. ↑   On erythema nodosum leprosum, Jpn J Dermatol Urol 12:1013-1051,1912
2. ↑  Mosuke Murata, the designator of erythema nodosum leprosum(2009), Kikuchi I. Lepr Rev, 80,92-95.
3. ↑  熊野公子　 『総説現代ハンセン病医学 』 (2007)　東海大学出版会、東京
4. ↑  Reflections and recollections(1992), Jopling W. The Star, March/April, 51,5-10.
5. ↑  林芳信「ローマ国際癩会議に出席して」　多磨　2-12, 1956-10